# Gessi (naturreservat)
Gessi är ett naturreservat i Mora kommun i Dalarnas län.
Området är naturskyddat sedan 2007 och är 34 hektar stort. Reservatet besår av en bäck med närliggande våtmark och barrblandskog. 